# Prospalta cupricolora
Prospalta cupricolora är en fjärilsart som beskrevs av George Francis Hampson 1914. Prospalta cupricolora ingår i släktet Prospalta och familjen nattflyn. Inga underarter finns listade i Catalogue of Life.